# قائمة مديريات محافظة صنعاء
القائمة التالية تحتوي على مديريات محافظة صنعاء في اليمن مع مساحة كل مديرية.
| م  | المديرية                | المساحة (كم2) |
| -- | ----------------------- | ------------- |
| 1  | مديرية بني مطر          | 1127.3        |
| 2  | مديرية الطيال           | 489.5         |
| 3  | مديرية بني ضبيان        | 1701          |
| 4  | مديرية صعفان            | 174.3         |
| 5  | مديرية الحصن            | 378.9         |
| 6  | مديرية بلاد الروس       | 398.4         |
| 7  | مديرية جحانة            | 471.3         |
| 8  | مديرية مناخة            | 700.2         |
| 9  | مديرية الحيمة الخارجية  | 692.7         |
| 10 | مديرية بني حشيش         | 373           |
| 11 | مديرية خولان            | 638.4         |
| 12 | مديرية نهم              | 1847.1        |
| 13 | مديرية الحيمة الداخلية  | 463.2         |
| 14 | مديرية أرحب             | 1274.6        |
| 15 | مديرية سنحان وبني بهلول | 543.1         |
| 16 | مديرية همدان            | 591           |